# Inczefi Lajos
Inczefi Lajos (Szászrégen, 1903. március 16. – ?) erdélyi magyar vegyészmérnök, természettudományi szakíró.

## Életútja
Négy gimnáziumot szülővárosa evangélikus német középiskolájában végzett, a marosvásárhelyi Református Kollégiumban érettségizett (1922), a budapesti műegyetemen szerzett vegyészmérnöki diplomát (1927). Pályáját a botfalusi cukorgyárban kezdte, 1930-tól 1945-ig a kolozsvári Dermata cipőgyár üzem-, ill. főmérnöke, 1948-tól a brassói bőr- és cipőgyár főmérnöke, 1952-től a kolozsvári Chimica Szövetkezet mérnöke, ahol számos fűszernövényt értékesítő technológiát dolgozott ki. 1964-ben vonult nyugalomba, de szakirodalmi tevékenységét nem hagyta abba.
Első írását a brassói Vörös Zászló közölte (1951). Ismeretterjesztő természettudományi cikkei A Hét, TETT hasábjain jelentek meg.

## Kötetei
- Ízek, zamatok, illatok. Fűszernövényeink és felhasználásuk. (Kolozsvár, 1975).
- Fűszernövényeink és fűszerkészítés. (Budapest, 1985).
- Vegyészeti barkácsoló. (Kolozsvár, 1985)

## Társasági tagság
- Erdélyi Kárpát Egyesület (EKE)[1]